# Malibu Comics
Malibu Comics foi uma editora de banda desenhada (português europeu) ou histórias em quadrinhos (português brasileiro) americana criada em 1986 por Tom Mason e Dave Olbrich. Obteve reconhecimento significativo com sua linha de super-heróis, denominada Ultraverse, pela publicação de adaptações em quadrinhos de filmes, séries de televisão e videogames, incluindo Star Trek, Mortal Kombat e Street Fighter, além de personagens clássicas como Tarzan e Sherlock Holmes.
A Malibu Comics foi inicialmente responsável pela publicação de títulos da Image Comics nos anos 1992 e 1993.
Outros selos da empresa incluíram Adventure, Aircel e Eternity Comics. Também foi pioneira no uso da colorização digital nos quadrinhos.
Em 1992 a Malibu se fundiu com a ACME Interactive, uma empresa de desenvolvimento de games, para formar a Malibu Interactive.
Após uma queda generalizada nas vendas que impactou muitas editoras de quadrinhos na metade da década de 1990, a Malibu Comics cancelou suas séries menos lucrativas. Em novembro de 1994, a Malibu foi adquirida pela Marvel Comics e convertida em um selo editorial. As séries em andamento foram canceladas e a Malibu Interactive foi encerrada, porém a Marvel brevemente trouxe de volta vários dos títulos Ultraverso mais populares sob o novo selo Malibu. Todas as publicações com o selo foram encerradas em 1996.